# Amtsgericht Gütersloh
Gütersloh ist Sitz des Amtsgerichts Gütersloh, das für die Städte Gütersloh, Harsewinkel und Verl im Kreis Gütersloh zuständig ist. In dem 283 km² großen Gerichtsbezirk leben rund 146.000 Menschen.

## Übergeordnete Gerichte
Das dem Amtsgericht Gütersloh übergeordnete Landgericht ist das Landgericht Bielefeld, das wiederum dem Oberlandesgericht Hamm untersteht.

## Gebäude
Das 1959 errichtete Dienstgebäude wurde 1998 unter Denkmalschutz gestellt, was viele Bürger erstaunte, auf die das Gebäude relativ unscheinbar wirkte. Es ist jedoch das „einzige Gerichtsgebäude in der Formensprache der 1950er Jahre“, wie es im Eintragungsbescheid des Denkmals heißt. Wie der Vorgängerbau des Amtsgerichts, das 1907/08 errichtete, sogenannte Alte Amtsgericht in der Gütersloher Innenstadt, entstanden viele deutsche Gerichtsgebäude in der Phase des Historismus, wohingegen in der Nachkriegszeit nur wenige Neubauten errichtet wurden. Während die Gerichtsgebäude, die während im Deutschen Reich bzw. in Preußen entstanden, repräsentativ und obrigkeitsstaatlich wirken, sollten die nach dem Zweiten Weltkrieg erbauten Gerichte wie das Amtsgericht Gütersloh durch ihre klare Struktur das moderne Demokratieverständnis ausdrücken. Im Eintragungsbescheid heißt es daher: „An der Erhaltung und Nutzung besteht aus wissenschaftlichem, insbesondere rechtsgeschichtlichem und regionalhistorischen Gründen ein öffentliches Interesse.“
Ein neben dem Amtsgericht errichtetes und 1961 in Dienst genommenes Gefängnis wurde 2003 abgerissen.

## Zur besonderen Beachtung
Das Amtsgericht Gütersloh ist nicht mit allen seinen Funktionen im oben näher beschriebenen und abgebildeten Gebäude an der Friedrich-Ebert-Straße untergebracht. So befinden sich etwa Vormundschafts- und Betreuungssachen, Familiensachen, Erbschafts- und Zwangsversteigerungssachen in der Nebenstelle in der Berliner Straße.